# فيليب بيركنز
فيليب بيركنز (بالإنجليزية: Philip Perkins)‏ هو لاعب غولف أمريكي، ولد في 3 سبتمبر 1904 في ويست بروميتش في المملكة المتحدة، وتوفي في 26 ديسمبر 1978 في مقاطعة بروارد في الولايات المتحدة.